# Farní sbor Českobratrské církve evangelické v Kovanci
Farní sbor Českobratrské církve evangelické v Kolíně je zaniklým sborem Českobratrské církve evangelické v Kovanci. Sbor spadal naposledy pod Poděbradský seniorát.
Sbor nebyl od roku 2015 obsazen, posledním kurátorem sboru byl Miroslav Zelinka. Dne 30. prosince 2020 byl sbor zrušen a sloučen se sborem v Mladé Boleslavi.

## Faráři sboru
- Jana Šimerová (1977–1984)
- Michal Šimek (2004–2011)
- j. Josef Kejř (2012–2014)
- Čestmír Siwek (2014–2015)